# Vujadin Stanojković
Vujadin Stanojković - em sérvio, Вујадин Станојковић, e em macedônio, Вујадин Станојковиќ (Kumanovo, 10 de setembro de 1963) - é um ex-futebolista profissional sérvio   nascido na atual Macedônia do Norte, que atuava como defensor.

## Carreira
Vujadin Stanojković fez parte do elenco da Seleção Iugoslava de Futebol da Copa do Mundo de 1990. Ao todo, jogou 21 vezes pela Iugoslávia, entre 1988 e 1992, e teria jogado também a Eurocopa 1992 se a seleção não fosse banida a dez dias da estreia, devido à Guerra Civil Iugoslava. Embora seja etnicamente sérvio, após a dissolução da Iugoslávia ele adotou a seleção da Macedônia, sua terra natal, com a qual jogou sete partidas entre 1994 e 1995.